# 法界佛教大學
法界佛教大学（英語: Dharma Realm Buddhist University (DRBU)）是美国一所佛教大学，该校位于美国加州的万佛圣城，由宣化上人于1976年创办。該大学除了致力传授专业知识，注重以伦理道德为基础，扩展至帮助所有人类。
法界佛教大學開設的多種課程包括：各種戒律課、佛學課（如百法明門論、大乘起信論等）、法器課、華嚴字母、語文課（有中文、英文，依程度開班），另有佛教哲學、佛教史、論語、大學、老子、易經、比較宗教學、佛教與西方哲學、心理學；還有出版、編輯課程、中國書法、繪畫課、太極拳、野外生物學，實地研究植物與蕨類生物等。

## 校史簡介
1976年，法界佛教大学在万佛圣城正式成立，第一届学生于1977年入学。第一任校长是宣化上人。从1977年到1984年，法界佛教大学以加州中学后教育委员会的授权地位运作。1976年，宣化上人和于斌枢机主教创建了法界宗教研究院 (Institute for World Religions) 。1984年，根据《加州法典彙編》第94310条[c]，法界佛教大学获得了作为加州学位授予机构的经营许可，目前被批准在加州私立高等教育局（BPPE）下经营。1986年，法界佛教大学首次在加州举办了世界宗教会议。
1994年，法界宗教研究院所迁至柏克萊佛寺。1997年，法界佛教大学开始与研究生神学联盟和太平洋宗教学院合作。
2000年，开始举办宣化上人纪念系列讲座。2001年，法界宗教研究院出版了其学术期刊《东方与西方的宗教》的创刊号。
2006年，法界佛教大学柏克萊校区成立，由恆實法師担任第一任院长。
2013年，开始了两个新的课程：文科学士和佛教经典硕士，这两个课程都得到了加州私立高等教育局（BPPE）的批准；从2013年到2015年，法界佛教大学逐步取消了其现有的六个BPPE批准的学位课程。
2016年6月，法界佛教大学被授予WSCUC初始认证的候选资格。2018年2月，DRBU被WSCUC授予认证。 （页面存档备份，存于）

## 外部連結
- 法界佛教大学的官方網站 （页面存档备份，存于）